# Tape-automated bonding

Dibuix d'un suport d'unió automatitzat amb cintes i definicions de diverses parts del conjunt TAB.

Tape-automated bonding (amb acrònim anglès TAB. traduït enllaç automàtic de cinta) és un procés que col·loca xips de semiconductors (matrius) com a circuits integrats en una placa de circuit flexible (FPC) connectant-los a conductors fins en un suport de pel·lícula de poliamida o poliimida (com els noms comercials Kapton o UPILEX). Aquest FPC amb la matriu (unió de plom interior TAB, ILB) es pot muntar a la placa del sistema o del mòdul o muntar-se dins d'un paquet (unió de plom exterior TAB, OLB). Normalment, l'FPC inclou d'una a tres capes conductores i totes les entrades i sortides de la matriu de semiconductors es connecten simultàniament durant la unió TAB. La unió automatitzada de cintes és un dels mètodes necessaris per aconseguir el muntatge de xip-on-flex (COF) i és un dels primers mètodes de processament de bobina a bobina (també anomenat R2R, bobina a bobina) en la fabricació d'electrònica.

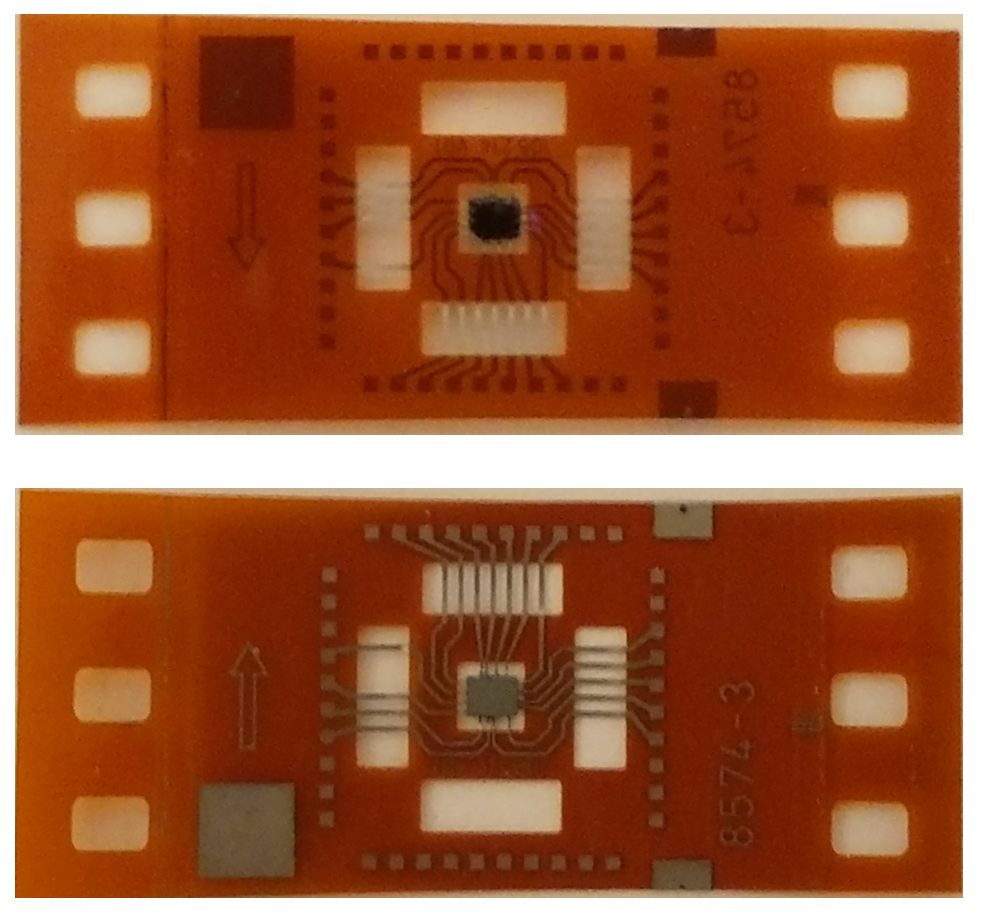
Un circuit integrat de silici com a realització de cinta adhesiva automatitzada (TAB) a la cinta de 35 mm d'ample. La imatge superior mostra la part frontal de l'IC com a globus (al mig vist com un objecte negre) i la imatge inferior mostra la part posterior del mateix conjunt.

El muntatge TAB es fa de manera que els llocs d'unió de la matriu, generalment en forma de cops o boles fetes d'or, soldadura o material conductor anisòtrop, es connectin a conductors fins a la cinta, que proporcionen els mitjans per connectar la matriu a el paquet o directament a circuits externs. Els cops o les boles es poden localitzar al dau o a la cinta TAB. Els sistemes de metal·lització compatibles amb TAB són:
- Coixinets d'Al a la matriu < -> Cu xapat daurat a les zones de la cinta (enllaç termosònic).
- Al cobert amb Au en coixinets a la matriu < -> Zones de cintes amb cops d'Au o Sn (unió de bandes).
- Coixinets d'Al amb protuberància d'Au a la matriu < -> Zones de cinta xapades en Au o Sn (unió de bandes).
- Coixinets d'Al amb protuberàncies de soldadura a la matriu < -> Au, Sn o zones de cinta amb soldadura (unió de bandes).